# Таджикистан на Олімпійських іграх
Таджикистан бере участь в літніх Олімпійських іграх з 1996, а зимових — з 2002 року. НОК Таджикистану було засновано 1992 року й визнано МОК 1993 року. Раніше таджицькі спортсмени виступали за СРСР, а в 1992 за об'єднану команду. 

## Медалісти
| Медаль | Спортсмени        | Ігри                | Вид спорту     | Дисципліна                 |
| ------ | ----------------- | ------------------- | -------------- | -------------------------- |
| Золото | Дільшод Назаров   | Ріо-де-Жанейро 2016 | легка атлетика | метання молота (чоловіки)  |
| Срібло | Юсуп Абдусаломов  | Пекін 2008          | боротьба       | вільна, чоловіки, до 84 кг |
| Бронза | Мавзуна Чорієва   | Лондон 2012         | Бокс           | жінки, легка вага          |
| Бронза | Расул Бокієв      | Пекін 2008          | дзюдо          | чоловіки, до 73 кг         |
| Бронза | Сомон Махмадбеков | Париж 2024          | Дзюдо          | до 81 кг (чоловіки)        |
| Бронза | Темур Рахімов     | Париж 2024          | Дзюдо          | понад 100 кг (чоловіки)    |
| Бронза | Давлат Болтаєв    | Париж 2024          | Бокс           | до 92 кг (чоловіки)        |

### Медалі за видами спорту
| Вид спорту     | Золото | Срібло | Бронза | Загалом |
| Легка атлетика | 1      | 0      | 0      | 1       |
| Боротьба       | 0      | 1      | 0      | 1       |
| Дзюдо          | 0      | 0      | 3      | 3       |
| Бокс           | 0      | 0      | 2      | 2       |
| Усього         | 1      | 1      | 5      | 7       |